# Albert Lecoy de La Marche
Richard Albert Lecoy de la Marche, né le 21 novembre 1839 à Nemours et mort le 22 février 1897 dans le 7e arrondissement de Paris, est un historien français, spécialiste du Moyen Âge.

## Biographie
Archiviste paléographe (diplômé en 1861), il fut d'abord archiviste du département de la Haute-Savoie à Annecy, puis devint en 1864 sous-chef de la section historique des Archives de l'Empire.
Il fut longtemps professeur à la faculté libre de l'Institut catholique de Paris.
Il était membre de l'Académie des sciences, belles-lettres et arts de Savoie et de la Société nationale des antiquaires de France, et secrétaire de la Société de l'École des chartes. Son œuvre La Chaire française au moyen âge (1868), fut récompensée par l'Académie des inscriptions et belles-lettres. Il est élu le 26 décembre 1861 à l'Académie des sciences, belles-lettres et arts de Savoie, avec pour titre académique Correspondant.

### D'Assigny dans l'Univers
Il collabora au quotidien catholique l'Univers en fournissant chaque mois un Courrier de l'érudition sous le pseudonyme de «d'Assigny».

## Œuvre
- Les Sceaux (1889), Maison Quantin, ouvrage couronné par l'Académie française (Prix Montyon) et par l'Académie des Beaux-Arts (Prix Bordin).
- De l'autorité de Grégoire de Tours (1861)
- « Notice historique sur Ripaille en Chablais, d'après plusieurs documents inédits », dans Revue savoisienne, 15 février 1863 p. 9-12, 15 avril 1863, p. 25-28, 15 juin 1863, p. 45-48
- Œuvres complètes de Suger, recueillies, annotées et publiées d'après les manuscrits, pour la Société de l'Histoire de France, Paris, Veuve Jules Renouard, 1867, XXIII-486 p. (présentation en ligne, lire en ligne).
- Saint Martin (1868)
- Le roi René, sa vie, son administration, ses travaux artistiques et littéraires, d'après les documents inédits des archives de France et d'Italie, t. 1, Paris, Librairie de Firmin-Didot frères, fils et Cie, 1875, XVI-559 p. (présentation en ligne, lire en ligne), [présentation en ligne].
- Le roi René, sa vie, son administration, ses travaux artistiques et littéraires, d'après les documents inédits des archives de France et d'Italie, t. 2, Paris, Librairie de Firmin-Didot frères, fils et Cie, 1875, 548 p. (lire en ligne).
- L'Académie de France à Rome (1874)
- La Société au XIIIe siècle (1880)
- Saint Martin (1881)
- Les manuscrits et la miniature (1884)
- La chaire française au Moyen Âge (1886)
- Le treizième siècle littéraire et scientifique (1887)
- Saint Louis : son gouvernement et sa politique, Tours, Mame & fils (1re éd. 1887) (BNF 34021553, lire en ligne).
- L'esprit de nos aïeux. Anecdotes et bons mots tirés des manuscrits du XIIIe siècle (1888)
- Le mystère de S. Bernard de Menthon (1888)
- La Vérité dans l'histoire, études critiques (1897)
- Le Passé de la France, études historiques (1897)
- Les relations politiques de la France avec le royaume de Majorque (1892)
- La France sous Saint-Louis et sous Philippe le Hardi (1893)